# Sublinguale toediening
Sublinguale toediening is een toedieningsvorm van geneesmiddel, waarbij het geneesmiddel onder de tong wordt gelegd of met een verstuiver wordt toegediend. Lingua is het Latijn voor tong. Sublinguale toediening is zinvol voor geneesmiddel dat snel moeten worden opgenomen of dat door maagzuur onwerkzaam wordt. Een bekend voorbeeld is nitroglycerine dat bij angina pectoris wordt voorgeschreven en met een verstuiver onder de tong wordt aangebracht.
Ook kan via een injectie onder de tong een middel worden toegediend.